# Kingdom City (Riyad)
 (juillet 2016).
Si vous disposez d'ouvrages ou d'articles de référence ou si vous connaissez des sites web de qualité traitant du thème abordé ici, merci de compléter l'article en donnant les références utiles à sa vérifiabilité et en les liant à la section « Notes et références ».

Kingdom City (en français : la ville du royaume) est une zone résidentielle huppé située au nord-est de la ville de Riyad en Arabie saoudite. Le quartier s'organise sous la forme d'une ville américaine avec des pavillons et des villas en enfilades le long de routes goudronnés. 

## Description et services
333 villas composent le complexe. Les villas ont une superficie comprise entre 55 m2 et 425 m2. Les plus grandes villas disposent d'une piscine privée.
Kingdom City offre un certain nombre de services haut de gamme dont une université privée, une crèche, une garderie, une bibliothèque, un hôpital, des terrains de tennis, un complexe sportif avec une piscine et salle de fitness, six magasins et un petit supermarché, un casino et un théâtre. L'entrée est filtrée par des vigiles et des caméras de vidéo-surveillance. Les seules personnes qui y ont accès sont les résidents, leurs invités et les services publics.
Les invités qui voudraient y entrer doivent présenter un papier d'identité à l'entrée et le gardien prévient les résidents qui les accueillent pour vérifier qu'ils les ont bien invités.
Kingdom City s'organise sous la forme d'une résidence fermée.

## Histoire
Kingdom City a été imaginée par le prince saoudien Al Walid ben Talal Al Saoud. Ce dernier souhaitait créer une zone résidentielle relativement huppée destiné à accueillir les riches expatriés qui travaillent dans les sociétés saoudiennes mais également les touristes fortunés.
Le projet a débuté en 1999-2000 et s'est achevé en 2006. 